# (34410) 2000 RT95
2000 RT95 (asteroide 34410) é um asteroide da cintura principal. Possui uma excentricidade de 0.07501570 e uma inclinação de 5.42139º.
Este asteroide foi descoberto no dia 4 de setembro de 2000 por LONEOS em Anderson Mesa.